# 2017 en astronautique
Chronologie de l'astronautique
- 2013
- 2014
- 2015
- 2016
- 2017
- 2018
- 2019
- 2020
- 2021

Cette page présente une synthèse de l'activité dans le domaine de l'astronautique (satellites lancés, déroulement des missions dans le système solaire, nouveaux lanceurs) durant l'année 2017 ainsi qu'une chronologie des lancements.

## L'activité spatiale en 2017

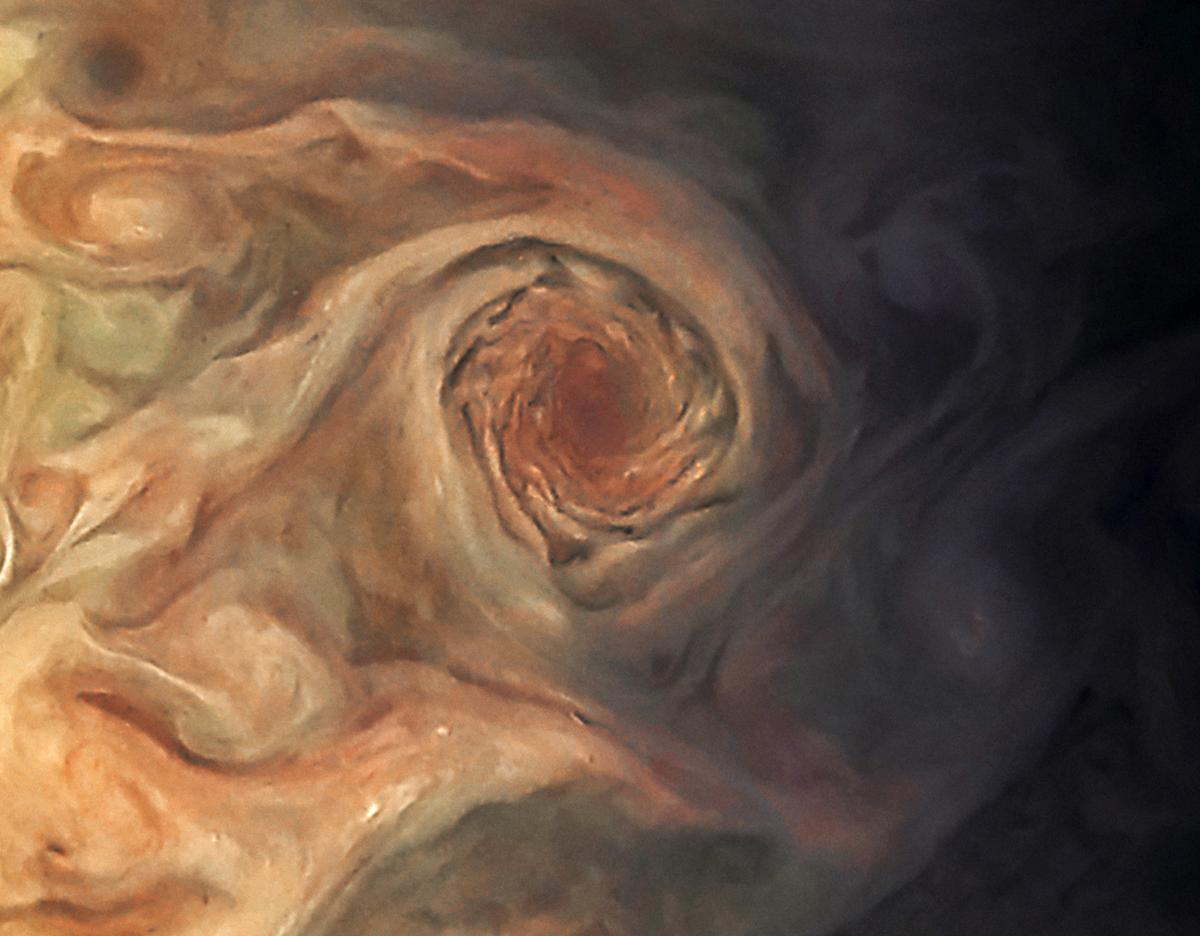
Tempête à la surface de la planète Jupiter photographiée par la sonde spatiale Juno lors de son survol du 27 mars 2017.

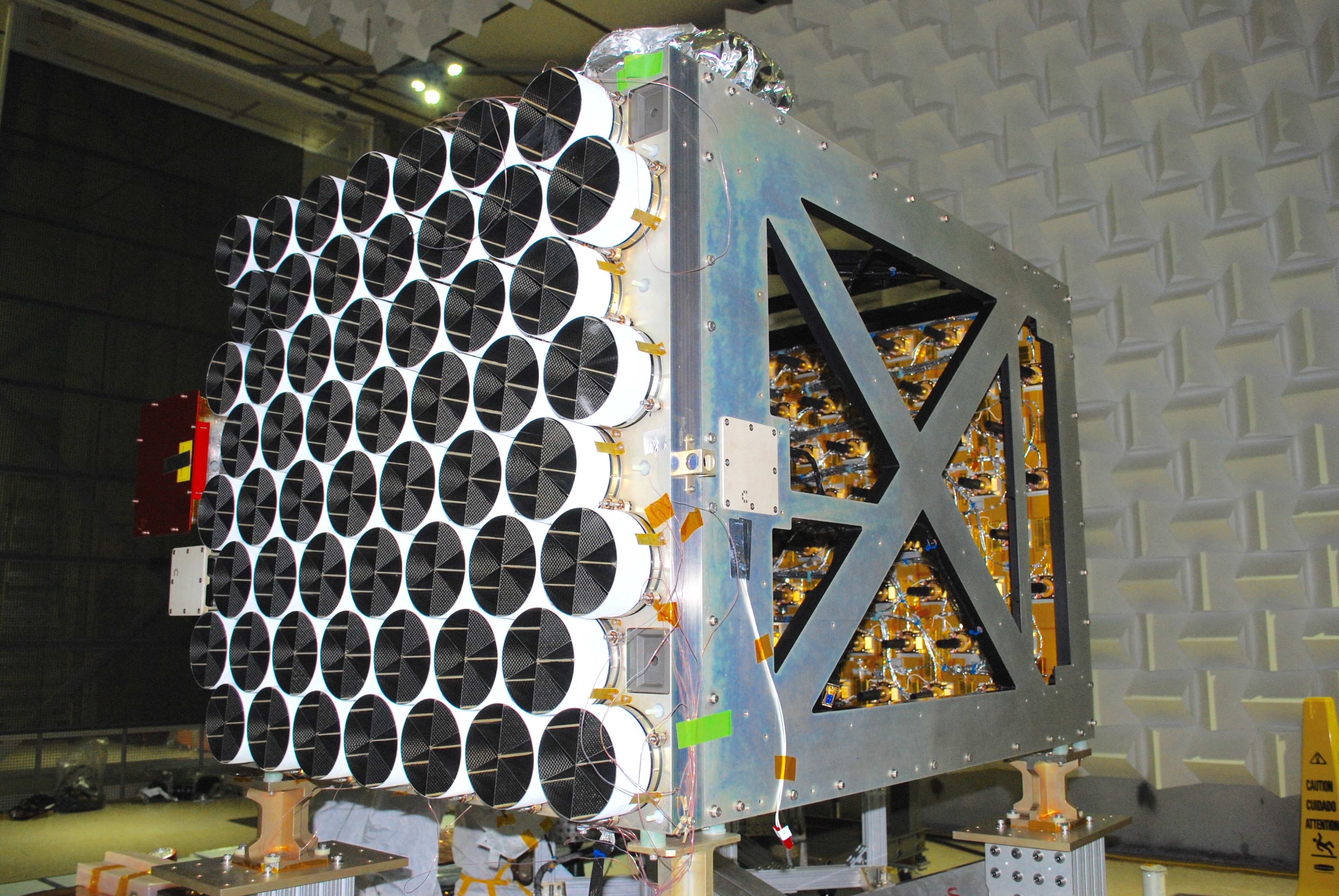
Le télescope à rayons X NICER au sol peu avant son installation à l'extérieur de la Station spatiale internationale.

L'année 2017 a connu peu d'événements marquants dans le domaine de l'astronautique. Aucun engin nouveau n'est parti explorer le système solaire mais par contre, une sonde spatiale ayant joué un rôle majeur au cours de la décennie écoulée, Cassini Huygens, a achevé sa très longue mission le 15 septembre.

### Exploration du système solaire
19 sondes spatiales sont en activité dans le système solaire en 2017.
Vénus :
- La sonde spatiale japonaise Akatsuki poursuit son recueil des données sur l'atmosphère de cette planète.

Deux engins spatiaux ont poursuivi leur étude de la Lune en 2017 :
- L'orbiteur américain Lunar Reconnaissance Orbiter dispose de suffisamment d'ergols pour poursuivre sa mission durant plusieurs années ;
- l’atterrisseur Chang'e 3 devrait continuer de fonctionner. Par contre le statut du rover Yutu associé n'est pas connu.

Mars :
- La sonde européenne ExoMars Trace Gas Orbiter n'aura aucune activité scientifique en 2017 car cette année est consacrée à la réalisation de manœuvres d'aérofreinage destinées à transformer son orbite haute très elliptique à une orbite basse circulaire de 400 kilomètres. À cet effet plusieurs manœuvres en février/mars ramènent son périgée de 33 000 à 115 kilomètres pour permettre à l'atmosphère martienne de contribuer à réduire son apogée à chaque passage.
- L'orbiteur Mars Odyssey, le satellite le plus ancien de la "flotte" martienne, poursuit son étude de surface de la planète et est le principal relais des données envoyées par le rover Opportunity ;
- L'orbiteur MRO s'intéresse principalement aux variations saisonnières de l'atmosphère et de la surface de Mars ;
- MAVEN entame sa deuxième année martienne (=2 années terrestres) d'étude de l'atmosphère martienne et joue un rôle croissant dans la retransmission vers la Terre des données collectées par les rovers au sol ;
- Mars Express qui en est à son sixième prolongement de mission mène une étude de l'atmosphère de Mars avec MAVEN en réalisant simultanément des occultations radio.
- L'orbiteur indien Mars Orbiter Mission poursuit son étude de Mars. Il s'agit toutefois plus d'un démonstrateur technologique ;
- Le rover Opportunity poursuit son exploration du cratère Endeavour ;
- Le rover Curiosity poursuit son ascension du mont Sharp. Depuis décembre 2016 la foreuse et le mécanisme de récupération d'échantillon ne fonctionnent plus ce qui interdit toute analyse du sol par les deux principaux instruments du rover (CheMin et SAM). Les ingénieurs de la NASA testent une solution de contournement qui pourrait être mise en œuvre en 2018. En attendant le rover poursuit son ascension du mont Sharp en utilisant les instruments qui restent opérationnels[1]

Astéroïdes :
- Dawn poursuit sa mission autour de l'astéroïde (1) Cérès et a conservé suffisamment d'ergols pour prolonger celle-ci en 2018.
- La mission américaine de retour d'échantillon d’astéroïde OSIRIS-REx est en transit vers l'astéroïde (101955) Bénou. Le 23 septembre elle modifie sa trajectoire en utilisant l'assistance gravitationnelle la Terre grâce à un survol à une distance de 17 000 kilomètres.
- La mission japonaise de retour d'échantillon d’astéroïde Hayabusa 2 est en transit vers son objectif Ryugu.

Planètes externes :
- La sonde spatiale Cassini-Huygens a achevé sa mission par une étude des anneaux internes et des satellites les plus proches de Saturne en survolant ceux-ci à faible distance. Le 15 septembre elle a été volontairement détruite en modifiant sa trajectoire de manière qu'elle plonge dans l'atmosphère de Saturne[2] ;
- La sonde spatiale Juno en orbite autour de  Jupiter n'a pas pu modifier son orbite comme prévu à la suite de problèmes rencontrés avec les valves d'alimentation. Si le problème, en cours d'investigation début 2017, persiste elle devrait effectuer seulement sept survols de la planète en 2017 ;
- New Horizons a achevé de transmettre les données recueillies lors du survol du système plutonien et est en route pour effectuer le survol d'un petit corps de la ceinture de Kuiper qu'il devrait atteindre en 2020. Il sera placé en hibernation sauf durant deux périodes, en début et en fin d'année au cours desquelles il effectuera des observations d'objets connus de la ceinture de Kuiper ;
- Les sondes Voyager 1 et Voyager 2 continuent à s'éloigner du Soleil. Elles sont respectivement à 137,2 et 113,9 Unités Astronomiques du Soleil.

### Satellites scientifiques
Un seul satellite scientifique a été placé en orbite en 2017.
- HXMT : télescope spatial chinois rayons X

Un instruments scientifique majeur a été déployé à bord de la Station spatiale internationale.
- NICER : Petit observatoire rayons X de la NASA.

### Programme spatial habité

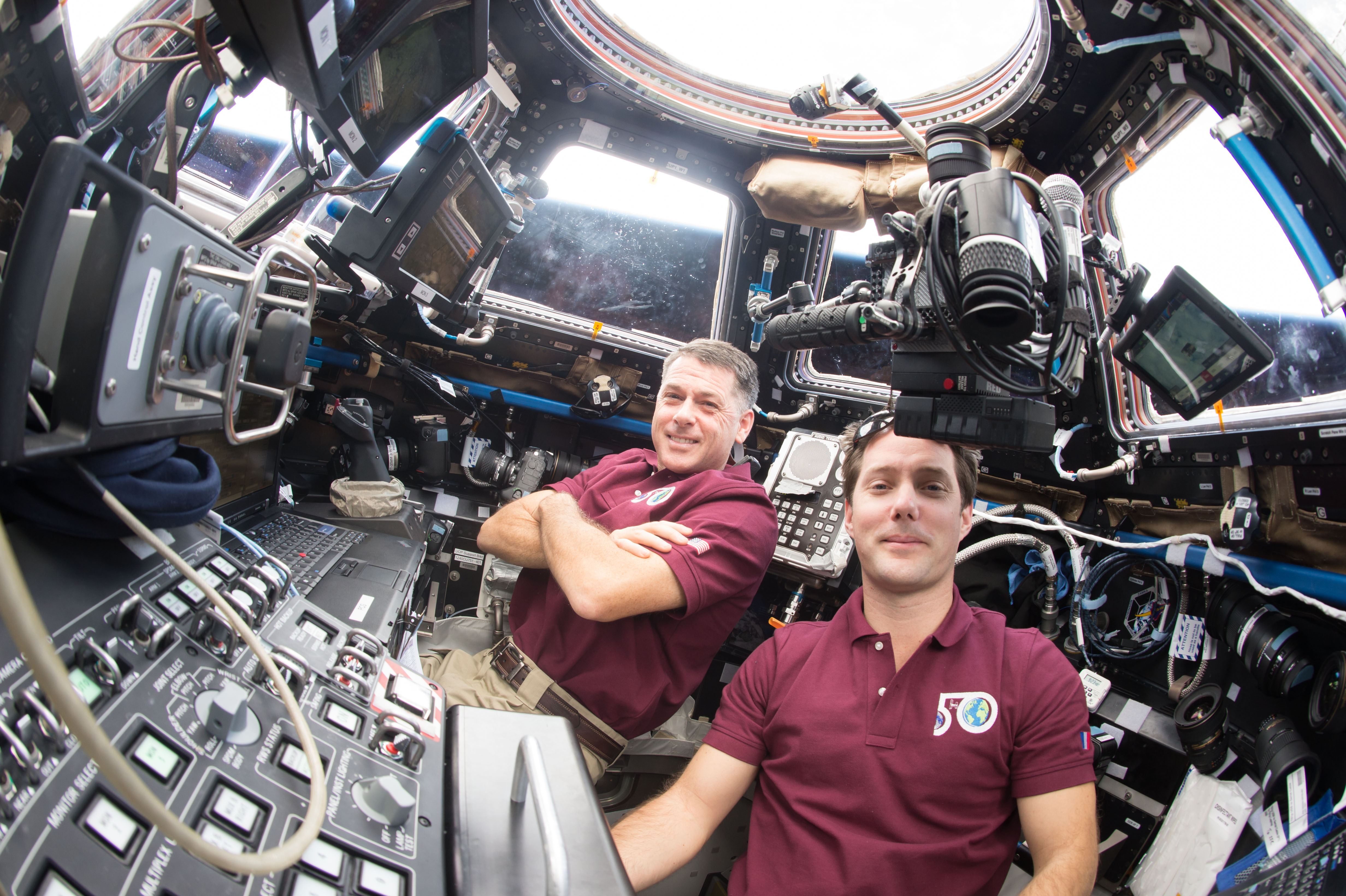
L'astronaute français Thomas Pesquet a fait partie de l'équipage de la Station spatiale internationale de novembre 2016 à juin 2017.

La Chine lance le 20 avril pour la première fois le cargo spatial Tianzhou qui sera chargé de ravitailler la station spatiale chinoise Tiangong 2. Celui-ci s'amarre automatiquement à la station spatiale chinoise  Tiangong 2 inoccupée et la ravitaille en ergols. Il se désamarre puis effectue au cours des mois suivants deux autres amarrages automatiques. Ayant rempli ses objectifs, il largue une dernière fois la station spatiale et est détruit durant sa rentrée atmosphérique qui a lieu le 22 septembre 2017s.

### Lanceurs

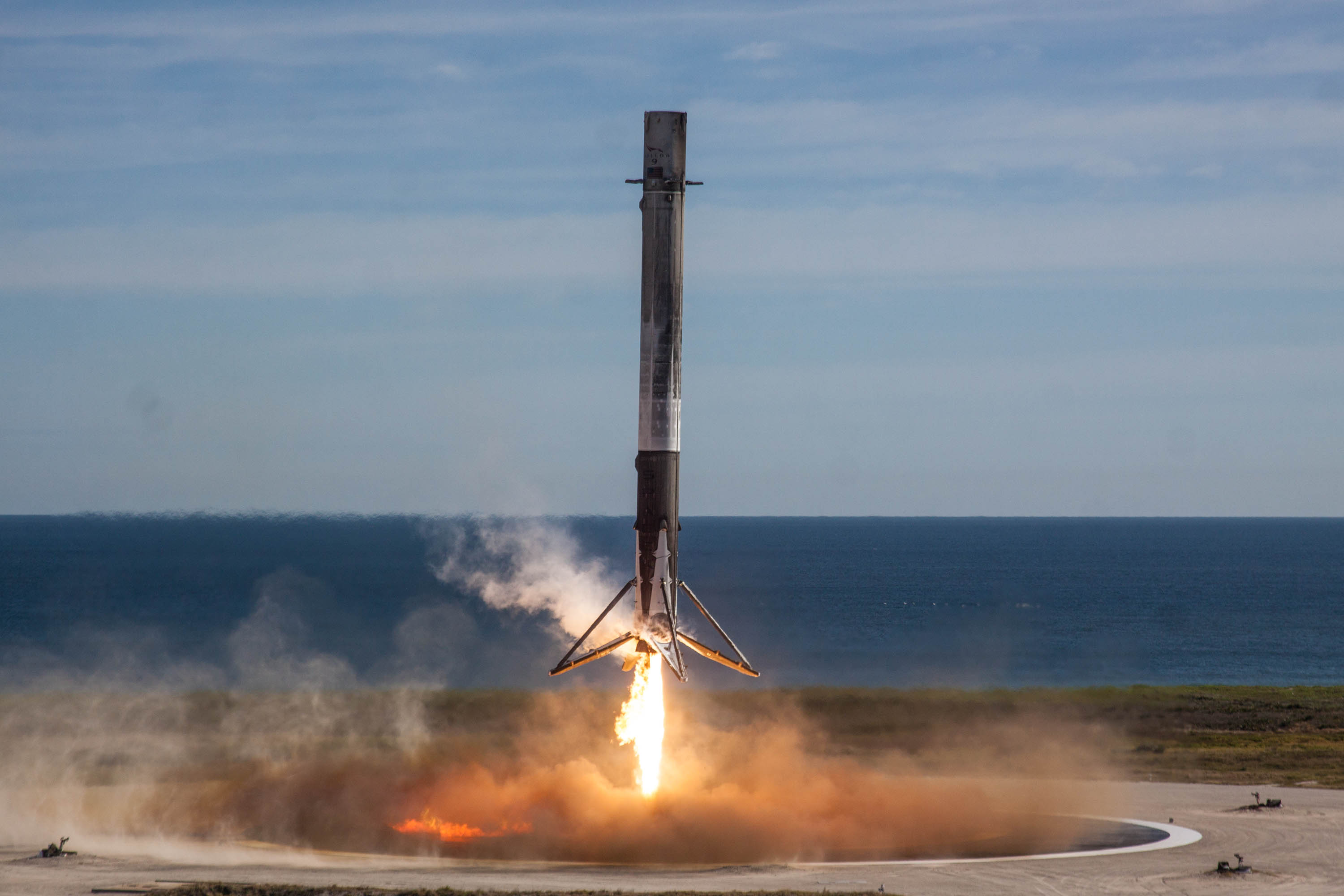
Atterrissage du premier étage du lanceur Falcon 9 à la suite de son lancement en décembre 2017.

90 lancements orbitaux ont été effectués ce qui classe 2017 en 2e position pour le XXIe siècle après l'année 2014 (92 lancements). Les États-Unis reprennent la tête du classement avec 29 tirs (+1 par rapport à l'année précédente), la Russie suit avec 21 tirs et la Chine prend la troisième place avec 18 vols. Le taux de succès des lancements de 2017 est plus bas que la moyenne de ces dernières années avec un taux d'échec de 6,7 % comprenant cinq échecs totaux (Soyouz, Longue Marche 5, PSLV, SS-520-4, Electron), 1 échec partiel (Longue Marche 3B et une anomalie durant un des tirs. Seuls l'Europe et les États-Unis ont connu un taux de succès de 100 % :
- Bien que SpaceX ait encore reculé le premier vol de son lanceur lourd Falcon Heavy, 2017 est une grande année pour le constructeur californien. Celui-ci a lancé 18 exemplaires de son lanceur Falcon 9 ce qui représente 20 % de l'ensemble des vols de l'année. Le premier étage a récupéré à 14 reprises (taux de succès de 100 %) et cinq des vols ont été effectués avec des étages ainsi récupérés.
- L'ISRO, l'agence spatiale indienne, a lancé avec succès pour la première fois une version plus puissante de son lanceur lourd GSLV Mk.III faisant passer la charge utile en orbite de transfert géostationnaire de 2,35 à 4 tonnes[6]. Mais son autre lanceur, la fusée PSLV a connu son premier échec le 31 aout après une suite continue de succès sur une période de 20 ans. Après la mise à feu du deuxième étage, le largage de la coiffe échoue. Le deuxième étage puis le troisième étage du lanceur pénalisé par la masse supplémentaire (1 150 kg) ne parviennent pas à atteindre la vitesse prévue. Le quatrième étage fonctionne jusqu'à épuisement du carburant sans parvenir à compenser cette différence de vitesse. Le lanceur place le satellite sur une orbite de 167,4 x 6 554,8 km inexploitable[7]. Ce lanceur a établi un nouveau record du nombre de charges utiles lancées en un seul vol en larguant 104 satellites d'un seul cout (essentiellement des CubeSats). Le précédent record était de 37 satellites.
- La Chine essuie un échec lors du deuxième vol de son lanceur lourd Longue Marche 5  due à la défaillance structurelle d'une turbopompe d'un moteur YF-77 du premier étage. L'immobilisation du lanceur a des conséquences importantes sur le calendrier de l'ambitieux programme d'exploration lunaire du pays : le lancement de la mission de retour d'échantillons lunaires Chang'e 5 prévue en 2017 est repoussé en 2019, tandis que les dates de mise en orbite du premier module de la station spatiale chinoise de grande taille comme celui de la sonde spatiale martienne (2020) sont menacés[8]. Par ailleurs un lanceur Longue Marche 3B, victime le 18 juin d'une défaille de son système de contrôle d'attitude, place son satellite géostationnaire sur une orbite plus basse que prévu, l'obligeant à manœuvrer pour rejoindre sa destination mais raccourcissant de 10 ans la durée de vie de celui-ci[5].
- Le lanceur léger néo-zélandais Electron effectue son premier vol le 25 mai 2017 mais le lancement est un échec à la suite de la perte de contact avec le lanceur du à une erreur de programmation[9].
- Le Japon a fait voler pour la première fois SS-520-4 une fusée-sonde reconvertie en lanceur de nano-satellites : d'une masse de 2,6 tonnes dans sa version d'origine) elle est surmontée d'un troisième étage pour pouvoir placer une charge utile minuscule (4 kg) en orbite basse[10]. Mais le vol est un échec à la suite du cisaillement d'un câble électrique[11]. Le lanceur doit être à nouveau testé début 2018.
- La Russie a lancé pour la dernière fois la version Soyouz-U dont le premier vol remontait à 1973 et qui a été utilisé à près 780 reprises.

### Programmes nationaux

#### Programme spatial français
Le budget de l'agence spatiale française, le CNES, est en forte croissance pour 2017 (+10 %) et s'élève à 2,3 milliards € dont 833 millions € sont alloués aux projets pilotés par l'Agence spatiale européenne (ESA). Parmi les projets lancés en 2017 figurent le développement du moteur-fusée Prometheus (réutilisable brûlant du Méthane Lox), qui a reçu l'appui de l'ESA, le développement des technologies VHTS (communications à très haut débit) et la mise au point de nouvelles techniques pour les satellites d'observation de la Terre reposant sur des optiques adaptatives et des matrices CMOS à la place des CCD.

#### Programme spatial européen
Le programme de développement du nouveau lanceur Ariane 6 a franchi des étapes décisives en 2017. Le premier modèle de vol a été commandé en décembre. Les essais de la version du moteur Vulcain utilisé par le futur lanceur doivent être testés sur banc d'essais début 2018, les moteurs Vinci quelques mois plus tard et l'étage supérieur complet devrait l'être en 2019. En mai 2016 un premier exemplaire du propulseur d'appoint à propergol solide, le P120C doit être également testé sur banc d'essais. La mission LISA dont l'objectif est d'identifier les ondes gravitationnelles et de localiser leurs sources est sélectionnée pour devenir la troisième mission lourde du programme Cosmic Vision. Le lancement de la mission qui utilisera une constellation de trois satellites mesurant par interférométrie laser les variations du champ de gravité. Son lancement est planifié en 2034. L'Europe a commencé à engager des budgets sur deux autres engins spatiaux ; la version C du lanceur léger Vega qui sera capable de placer 3 tonnes en orbite basse grâce à un nouveau étage supérieur développé par Avio (Italie) et un l'avion spatial Space Rider qui prend la suite du démonstrateur IXV et pourrait transporter 800 kg d'expériences dans sa soute pour des missions de deux ou plus dans l'espace avant de revenir se poser sur Terre.

#### Programme spatial américain

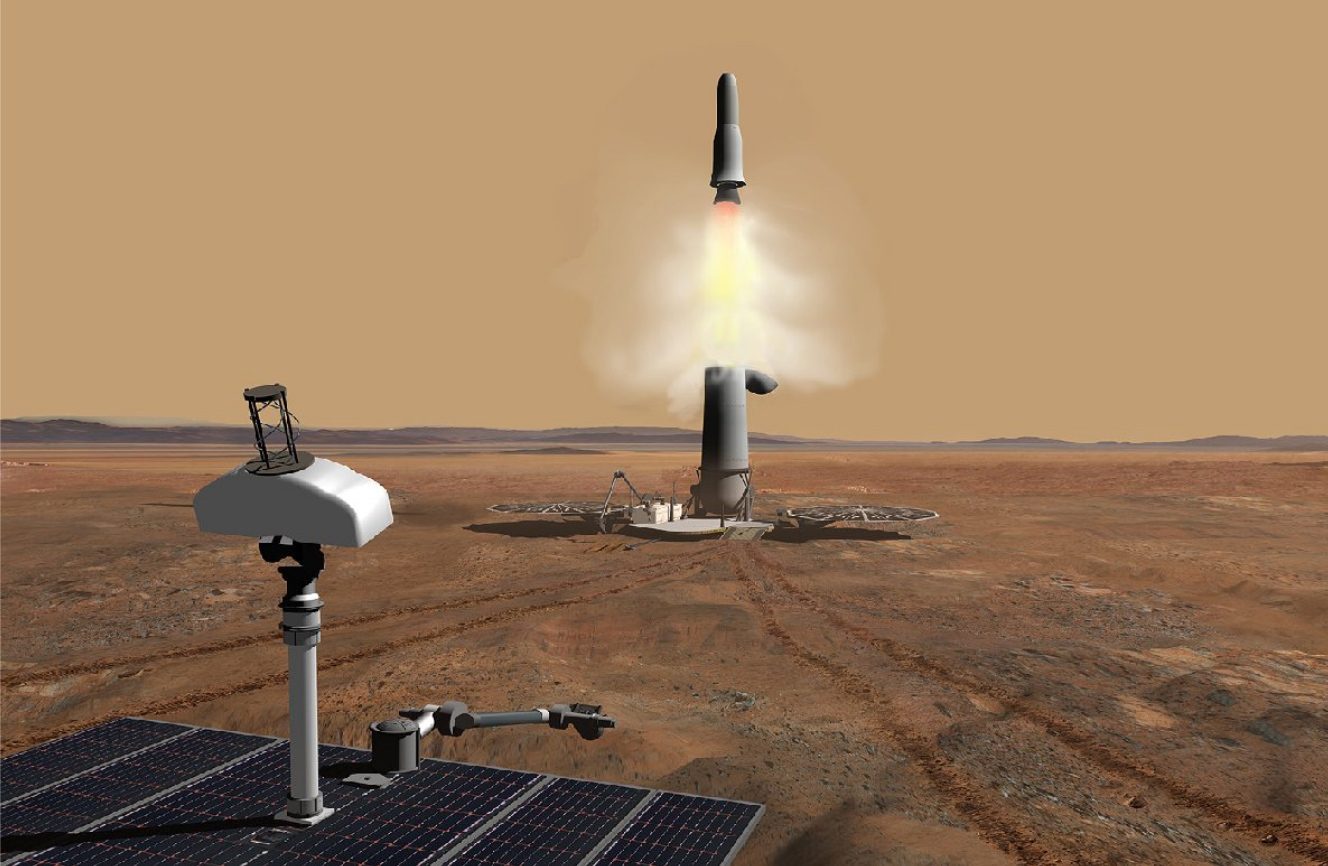
Une fusée décolle de Mars avec à son bord les échantillons de sol martien collectés par un rover (vue d'artiste).

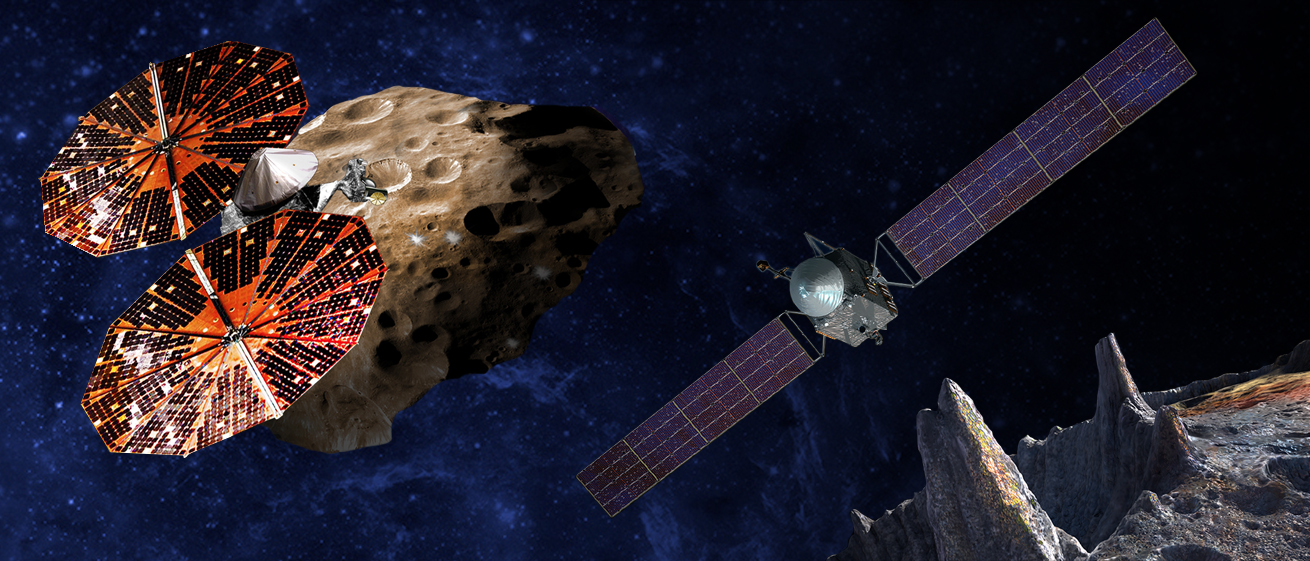
Lucy et Psyché les deux missions du programme Discovery sélectionnées en 2017 (vue d'artiste).

Un budget en hausse aligné sur les convictions du nouveau président américain
Le budget de la NASA est en forte hausse à 19,5 milliards US$ (+10 %). Le programme d'exploration du système solaire fait partie des gagnants (1,93 milliard US$ alors que l'épure de l'administration Obama portait sur 1,39 milliard US$) ce qui permet de financer la mission Europa Clipper. Par contre l'atterrisseur souhaité par le Congrès américain, qui devait se poser sur Europe. Le président Trump climatosceptique a fait approuver un budget de la NASA dont la composante destinée à l'observation de la Terre est en nette diminution (10 %) et cinq projets de satellites ou d'instruments sont abandonnés. De manière symbolique la NASA ne recevra plus de budget pour la communication auprès des jeunes destinée notamment à attirer ceux-ci vers des carrières scientifiques. Dans le domaine du vol habité, la mission Asteroid Redirect Mission qui faisait partie du flexible path, concept introduit après l'annulation du programme Constellation, est à son tour annulée.
Sélection des prochaines missions d'exploration du système solaire
En janvier La NASA sélectionne, à l'issue d'un processus débuté en février 2014 les deux prochaines missions spatiales qui sont toutes à destination des astéroïdes : Lucy qui doit être lancée en 2021 et Psyché lancée en 2023. En décembre, la NASA sélectionne les deux finalistes entre lesquels se fera en 2019 le choix de la quatrième mission du programme New Frontiers (lancement vers 2025). CAESAR a pour objectif de ramener sur Terre des échantillons de la comète 67P/Tchourioumov-Guérassimenko prélevés à un ou plusieurs endroits du noyau ainsi que dans la queue de la comète. Dragonfly est un aérogire qui effectuera de multiples vols de courte durée pour étudier la basse atmosphère et la surface de Titan la plus grosse des lunes de Saturne.
Réactivation de la mission de retour d'échantillons martiens
Les responsables de la NASA ont réactivé en 2017 le projet de retour d'échantillons martiens sans toutefois le doter d'un budget significatif. En mars 2020, un rover chargé de collecter des échantillons de sol dont le lancement est programmé en 2020, constitue la première étape de ce projet mais n'avait pas, jusque-là, été tout de suite clairement identifié. Le retour de ces échantillons pour analyse dans des laboratoires terrestres fait pourtant partie des objectifs prioritaires identifiés par le rapport Planetary Science Decadal Survey publié en 2011 par la commission américaine chargée d'établir les plans à long terme de la recherche spatiale planétaire. Le blocage est avant tout budgétaire car le retour des échantillons nécessite le lancement de deux missions complexes dont le cout est évalué respectivement à 4 et 2 milliards US$. Ces montants n'entrent pas dans les enveloppes budgétaires prévisionnelles de l'agence spatiale largement monopolisées par les nouvelles missions déjà prévues (Europa Clipper, 4e mission du programme New Frontiers). Le projet met également en évidence la nécessité de disposer d'un satellite assurant le relais entre les engins au sol et la Terre alors que plus aucune mission de ce type n'est financée à ce jour,.

#### Programme spatial chinois
La Chine qui a prévu d'envoyer une sonde spatiale complexe (orbiteur et rover) sur la planète Mars en 2020, annonce en 2017 qu'elle va développer une mission de retour d'échantillons martiens avec comme une date de lancement programmée à la fin de la décennie 2020. Contrairement au scénario envisagé par la NASA, la mission serait unique mais reposerait sur l'utilisation de l'hypothétique lanceur lourd Longue Marche 9 capable de placer 100 tonnes en orbite basse.

## Statistiques sur les engins spatiaux mis en orbite en 2017
| - Télécoms: 71 (45,8 %) - Militaires: 31 (20 %) - Vols habités: 14 (9 %) - Imagerie: 13 (8,4 %) - Observation de la Terre: 11 (7,1 %) - Navigation: 11 (7,1 %) - Technologie: 3 (1,9 %) - Astronomie/cosmologie: 1 (0,6 %) - < 50 kg: 20 (11,4 %) - 50-200 kg: 16 (9,1 %) - 200-500 kg: 17 (9,7 %) - 500 kg- 1 tonne: 51 (29,1 %) - 1 à 2 tonnes: 10 (5,7 %) - 2 à 5 tonnes: 26 (14,9 %) - > 5 tonnes: 35 (20 %) |                                                  |
| Engins spatiaux > 50 kg ventilés par domaine | Engins spatiaux hors CubeSats ventilés par masse |

### Par domaine d'activité
Ventilation des engins spatiaux lancés en 2017 par activité. Ne comprend pas les 266 CubeSats et les 20 autres satellites de moins de 50 kg lancés en 2017.
| Pays / Agence | Total | Vols habités¹ | Militaires | Satellites d'application | Satellites d'application | Satellites d'application | Satellites d'application | Satellites d'application | Satellites d'application | Missions scientifiques      | Missions scientifiques  | Missions scientifiques |
| Pays / Agence | Total | Vols habités¹ | Militaires | Télécoms                 | Imagerie                 | Observation de la Terre² | Navigation               | Technologie              | Autres applications      | Exploration système solaire | Astronomie / cosmologie | Autres sciences        |
| --- | ----- | ------------- | ---------- | ------------------------ | ------------------------ | ------------------------ | ------------------------ | ------------------------ | ------------------------ | --------------------------- | ----------------------- | ---------------------- |
| Chine | 27    | 1             | 13         | 2                        | 6                        | 1                        | 2                        | 1                        |                          |                             | 1                       |                        |
| États-Unis | 69    | 6             | 9          | 47                       | 6                        | 1                        |                          |                          |                          |                             |                         |                        |
| Agence spatiale européenne | 6     |               |            |                          |                          | 2                        | 4                        |                          |                          |                             |                         |                        |
| Europe (hors ESA) | 11    |               | 1          | 8                        |                          | 1                        |                          | 1                        |                          |                             |                         |                        |
| Inde | 6     |               |            | 3                        |                          | 2                        | 1                        |                          |                          |                             |                         |                        |
| Japon | 10    |               | 2          | 2                        | 1                        | 1                        | 3                        | 1                        |                          |                             |                         |                        |
| Russie | 15    | 7             | 5          | 1                        |                          | 1                        | 1                        |                          |                          |                             |                         |                        |
| Autres pays | 11    |               | 1          | 8                        |                          | 1                        |                          |                          |                          |                             |                         |                        |
| Total | 155   | 14            | 31         | 71                       | 13                       | 11                       | 11                       | 3                        |                          |                             | 1                       |                        |
| ¹Comprend la relève des équipages, les missions de ravitaillement, la mise en orbite des modules de station spatiale ² Comprend satellites d'application et satellites scientifiques |       |               |            |                          |                          |                          |                          |                          |                          |                             |                         |                        |

### Par masse
Engins spatiaux lancés en orbite ventilés en fonction de leur masse au lancement (valeur approchée lorsque aucune donnée officielle n'est disponible). Ne sont pas listés les 266 CubeSats de 1 à 12 U (1 à 16 kg environ).
| Pays                       | Total | < 50 kg | de 50 à 200 kg | de 200 à 500 kg | de 500 kg à 1 tonne | de 1 à 2 tonnes | de 2 à 5 tonnes | plus de 5 tonnes |
| -------------------------- | ----- | ------- | -------------- | --------------- | ------------------- | --------------- | --------------- | ---------------- |
| Chine                      | 29    | 2       | 4              | 12              | 2                   | 2               | 4               | 3                |
| États-Unis                 | 70    |         | 8              |                 | 41                  |                 | 6               | 15               |
| Agence spatiale européenne | 6     |         |                |                 | 5                   | 1               |                 |                  |
| Europe (hors ESA)          | 12    | 1       | 1              | 2               |                     |                 | 4               | 4                |
| Inde                       | 12    | 3       |                |                 | 2                   | 1               | 3               |                  |
| Japon                      | 10    | 1       | 1              | 1               |                     | 1               | 3               | 3                |
| Russie                     | 16    | 1       | 2              | 1               | 1                   | 2               | 2               | 7                |
| Autres pays                | 23    | 12      |                | 1               |                     | 3               | 4               | 3                |
| Total                      | 175   | 20      | 16             | 17              | 51                  | 10              | 26              | 35               |

## Statistiques des lancements visant la mise en orbite
Graphiques des lancements par pays ayant développé les lanceurs, familles de lanceur et base de lancement utilisées. Chaque lancement est compté une seule fois quel que soit le nombre de charges utiles emportées.
| - USA: 29 (32,2 %) - Chine: 18 (20 %) - Russie: 20 (22,2 %) - Europe: 9 (10 %) - Inde: 5 (5,6 %) - Japon: 7 (7,8 %) - Ukraine: 1 (1,1 %) - Nouvelle-Zélande: 1 (1,1 %) | - Longue Marche: 16 (17,8 %) - Soyouz: 15 (16,7 %) - Falcon 9: 18 (20 %) - Atlas V: 6 (6,7 %) - Ariane 5: 6 (6,7 %) - PSLV: 3 (3,3 %) - Delta IV: 2 (2,2 %) - H-IIA et B: 6 (6,7 %) - Proton: 3 (3,3 %) - Autres: 15 (16,7 %) | - Cape Canaveral/Kennedy: 19 (21,1 %) - Baïkonour: 13 (14,4 %) - Kourou: 11 (12,2 %) - Juiquan: 6 (6,7 %) - Satish Dhawan: 5 (5,6 %) - Xichang: 8 (8,9 %) - Plessetsk: 5 (5,6 %) - Taiyuan: 2 (2,2 %) - Vandenberg: 9 (10 %) - Tanegashima: 6 (6,7 %) - Autres: 6 (6,7 %) |
| Lancements par pays | Lancements par famille de lanceurs | Vols par base de lancement |

### Par pays
Nombre de lancements par pays ayant construit le lanceur. Le pays retenu n'est pas celui qui gère la base de lancement (Kourou pour certains Soyouz, Baïkonour pour Zenit), ni le pays de la société de commercialisation (Allemagne pour Rokot, ESA pour certains Soyouz) ni le pays dans lequel est implanté la base de lancement (Kazakhstan pour Baïkonour). Chaque lancement est compté une seule fois quel que soit le nombre de charges utiles emportées.
| Pays             | Lancements | Succès | Échecs | Échecs partiels | Remarques |
| ---------------- | ---------- | ------ | ------ | --------------- | --------- |
| Chine            | 18         | 16     | 1      | 1               |           |
| États-Unis       | 29         | 29     |        |                 |           |
| Europe           | 9          | 9      |        |                 |           |
| Inde             | 5          | 4      | 1      |                 |           |
| Japon            | 7          | 6      | 1      |                 |           |
| Nouvelle-Zélande | 1          | 0      | 1      |                 |           |
| Russie           | 20         | 19     | 1      |                 |           |
| Ukraine          | 1          | 1      |        |                 |           |

### Par lanceur
Nombre de lancements par famille de lanceur. Chaque lancement est compté une seule fois quel que soit le nombre de charges utiles emportées.
| Lanceur                    | Pays                  | Lancements | Succès | Échecs | Échecs partiels | Remarques |
| -------------------------- | --------------------- | ---------- | ------ | ------ | --------------- | --------- |
| Angara                     | Russie                | 0          |        |        | 0               |           |
| Antares                    | États-Unis            | 1          | 1      |        |                 |           |
| Ariane 5                   | Europe                | 6          | 6      |        |                 |           |
| Atlas V                    | États-Unis            | 6          | 6      |        |                 |           |
| Delta II                   | États-Unis            | 1          | 1      |        |                 |           |
| Delta IV                   | États-Unis            | 1          | 1      |        |                 |           |
| Dnepr-1                    | Ukraine               |            |        |        |                 |           |
| Electron                   | Nouvelle-Zélande      | 1          |        | 1      |                 |           |
| Falcon 9                   | États-Unis            | 18         | 18     |        |                 |           |
| GSLV                       | Inde                  | 2          | 2      |        |                 |           |
| H-IIA                      | Japon                 | 6          | 6      |        |                 |           |
| H-IIB                      | Japon                 |            |        |        |                 |           |
| Kaituozhe                  | Chine                 | 1          | 1      |        |                 |           |
| Kuaizhou-1A                | Chine                 | 1          | 1      |        |                 |           |
| Longue Marche 2            | Chine                 | 6          | 6      |        |                 |           |
| Longue Marche 3            | Chine                 | 5          | 4      |        | 1               |           |
| Longue Marche 4            | Chine                 | 2          | 2      |        |                 |           |
| Longue Marche 5            | Chine                 | 1          |        | 1      |                 |           |
| Longue Marche 6            | Chine                 | 1          | 1      |        |                 |           |
| Longue Marche 7            | Chine                 | 1          | 1      |        |                 |           |
| Longue Marche 11           | Chine                 |            |        |        |                 |           |
| Minotaur I                 | États-Unis            | 2          | 2      |        |                 |           |
| Naro-1                     | Corée du Sud / Russie |            |        |        |                 |           |
| Proton                     | Russie                | 4          | 4      |        |                 |           |
| PSLV                       | Inde                  | 3          | 2      | 1      |                 |           |
| Rockot                     | Russie                |            |        |        |                 |           |
| Safir                      | Iran                  |            |        |        |                 |           |
| Soyouz                     | Russie                | 15         | 14     | 1      |                 |           |
| SS-520                     | Japon                 | 1          |        | 1      |                 |           |
| UR-100N (Strela ou Rockot) | Russie                |            |        |        |                 |           |
| Taurus                     | États-Unis            | 0          |        |        |                 |           |
| Unha                       | Corée du Nord         |            |        |        |                 |           |
| Vega                       | Europe                | 3          | 3      |        |                 |           |
| Zenit                      | Ukraine               | 1          | 1      |        |                 |           |

### Par base de lancement
Nombre de lancements par base de lancement utilisée. Chaque lancement est compté une seule fois quel que soit le nombre de charges utiles emportées.
| Site           | Pays       | Lancements | Succès | Echecs | Echecs partiels | Remarques |
| -------------- | ---------- | ---------- | ------ | ------ | --------------- | --------- |
| Baïkonour      | Kazakhstan | 13         | 13     |        |                 |           |
| Cape Canaveral | États-Unis | 7          | 7      |        |                 |           |
| Iasny          | Russie     | 1          | 1      |        |                 |           |
| Jiuquan        | Chine      | 6          | 6      |        |                 |           |
| Kennedy        | États-Unis | 12         | 12     |        |                 |           |
| Kourou         | France     | 11         | 11     |        |                 |           |
| Plessetsk      | Russie     | 5          | 5      |        |                 |           |
| Satish Dhawan  | Inde       | 5          | 4      | 1      |                 |           |
| Taiyuan        | Chine      | 2          | 2      |        |                 |           |
| Tanegashima    | Japon      | 6          | 6      |        |                 |           |
| Vandenberg     | États-Unis | 9          | 9      |        |                 |           |
| Vostotchny     | Russie     | 1          |        | 1      |                 |           |
| Wenchang       | Chine      | 2          | 1      | 1      |                 |           |
| Xichang        | Chine      | 8          | 7      |        | 1               |           |

### Par type d'orbite
Nombre de lancements par type d'orbite visée. Chaque lancement est compté une seule fois quel que soit le nombre de charges utiles emportées.
| Orbite                 | Lancements | Succès | Échecs | Atteints par accident |
| ---------------------- | ---------- | ------ | ------ | --------------------- |
| Basse                  | 51         | 48     | 3      |                       |
| Moyenne                | 33         | 30     | 3      |                       |
| Géosynchrone/transfert | 3          | 3      |        | 1                     |
| Haute                  | 3          | 3      |        |                       |
| Héliocentrique         |            |        |        |                       |

## Chronologie des lancements
Liste chronologique des lancements effectués en 2017 avec comme objectifs de placer un ou des engins spatiaux en orbite. Ne comprend pas les vols suborbitaux. Comprend les lancements ayant échoué.

### Janvier
| Date       | Lanceur              | Base de lancement | Orbite                 | Charge utile      | Notes |
| 5 janvier  | Longue Marche 3B     | Xichang           | Orbite géostationnaire | TJS 2             | Télécommunications |
| 9 janvier  | Kuaizhou-1A          | Jiuquan           | Orbite héliosynchrone  | Caton-1, etc.     | Satellite d'observation de la Terre                                                                                             |
| 14 janvier | Falcon 9 V1.1 FT     | Vandenberg        | Orbite basse           | Iridium Next 1-10 | satellites de télécommunications                                                                                                |
| 14 janvier | SS-520-4             | Uchinoura         | Orbite basse           | TRICOM-1          | Premier vol d'un nano-lanceur (3 tonnes) : charge utile de 4 kg. Échec du lancement à la suite de la perte de la liaison radio. |
| 21 janvier | Atlas V 401          | Cap Canaveral     | Orbite géostationnaire | SBIRS GEO-3       | Satellite d'alerte avancée |
| 24 janvier | H-IIA                | Tanegashima       | Orbite géostationnaire | DSN-2             | satellite de télécommunications                                                                                                 |
| 28 janvier | Soyouz 2.1b / Fregat | Sinnamary         | Orbite géostationnaire | Hispasat AG1      | Satellite de télécommunications                                                                                                 |

### Février
| Date       | Lanceur          | Base de lancement | Orbite                 | Charge utile             | Notes |
| 14 février | Ariane 5 ECA     | Kourou            | Orbite géostationnaire | Intelsat 32e SkyBrasil-1 | Satellites de télécommunications                                                                                        |
| 15 février | PSLV             | Satish Dhawan     | Orbite héliosynchrone  | Cartosat-2D, Dove x 88   | Observation de la Terre, 103 nano satellites                                                                            |
| 19 février | Falcon 9 V1.1 FT | Cap Canaveral     | Orbite basse           | SpaceX CRS-10 (en)       | ravitaillement de la station spatiale internationale. Apporte les instruments SAGE III (en) et Lightning Imaging Sensor |
| 22 février | Soyouz-U         | Baïkonour         | Orbite basse           | Progress MS-05           | Ravitaillement de la station spatiale internationale.                                                                   |

### Mars
| Date     | Lanceur          | Base de lancement      | Orbite                 | Charge utile      | Notes                                                                    |
| 1er mars | Atlas V 401      | Vandenberg             | orbite basse           | NROL-79- Intruder | Satellite de reconnaissance                                              |
| 2 mars   | Kaituozhe-2      | Jiuquan                | Orbite héliosynchrone  | Tiankun-1         | Technologie, vol inaugural du lanceur                                    |
| 7 mars   | Vega             | Kourou                 | orbite héliosynchrone  | Sentinel-2B       | Observation de la Terre                                                  |
| 16 mars  | Falcon 9 V1.1 FT | Centre spatial Kennedy | Orbite géostationnaire | EchoStar 23       | satellite de télécommunications                                          |
| 17 mars  | H-IIA 202        | Tanegashima            | Orbite basse           | IGS-Radar 5       | Satellite de reconnaissance radar                                        |
| 19 mars  | Delta IV M+(5,4) | Cape Canaveral         | orbite géostationnaire | WGS-9             | Satellite de télécommunications militaires                               |
| 30 mars  | Falcon 9 V1.1 FT | Centre spatial Kennedy | Orbite géostationnaire | SES-10            | satellite de télécommunications. Premier vol d'un étage Falcon 9 recyclé |

### Avril
| Date     | Lanceur          | Base de lancement | Orbite                 | Charge utile | Notes                                                                                  |
| 12 avril | Longue Marche 3B | Xichang           | Orbite géostationnaire | Shijian-13   | Satellite de télécommunications / technologie                                          |
| 18 avril | Atlas V 401      | Cap Canaveral     | Orbite basse           | Cygnus OA-7  | Ravitaillement de la Station spatiale internationale                                   |
| 20 avril | Soyouz-FG        | Baïkonour         | Orbite basse           | Soyouz MS-04 | Relève de l'équipage de la Station spatiale internationale                             |
| 20 avril | Longue Marche 7  | Wenchang          | Orbite basse           | Tianzhou-1   | Premier vol du cargo spatial chinois. Ravitaillement de la station spatiale Tiangong 2 |

### Mai
| Date    | Lanceur                | Base de lancement                | Orbite                 | Charge utile      | Notes                                |
| 1er mai | Falcon 9 V1.1 FT       | Centre spatial Kennedy           | Orbite basse           | NROL-76 USA-276   | satellite de reconnaissance          |
| 4 mai   | Ariane 5 ECA           | Kourou                           | Orbite géostationnaire | Koreasat-7 SGDC-1 | Satellite de télécommunications      |
| 5 mai   | GSLV-Mk II             | Satish Dhawan                    | Orbite géostationnaire | GSAT-9 (en)       | Satellites de télécommunications     |
| 15 mai  | Falcon 9 V1.1 FT       | Centre spatial Kennedy           | Orbite basse           | Inmarsat 5 F4     | satellite de télécommunications      |
| 18 mai  | Soyouz 2.1b / Fregat   | Sinnamari                        | Orbite géostationnaire | SES-15            | Satellite de télécommunications      |
| 25 mai  | Electron               | Rocket Lab Launch Complex 1 (en) | Orbite basse           | masse inerte      | premier vol de qualification : Échec |
| 25 mai  | Soyouz 2.1b / Fregat-M | Plessetsk                        | orbite toundra         | EKS-2             | Satellite d'alerte précoce           |

### Juin
| Date     | Lanceur           | Base de lancement | Orbite                 | Charge utile             | Notes |
| 1er juin | H-IIA 202         | Tanegashima       | Orbite toundra         | QZS-2                    | Satellite de navigation |
| 1er juin | Ariane 5 ECA      | Kourou            | Orbite géostationnaire | ViaSat-2 Eutelsat 172B   | Satellites de télécommunications |
| 3 juin   | Falcon 9 V1.1 FT  | Cap Canaveral     | Orbite basse           | SpaceX CRS-11 (en) NICER | ravitaillement de la station spatiale internationale, étude des étoiles. A inclut le lancement depuis l'ISS du premier satellite ghanéen, GhanaSat-1. |
| 5 juin   | GSLV Mk III       | Satish Dhawan     | Orbite géostationnaire | GSAT19-E (en)            | Satellites de télécommunications |
| 8 juin   | Proton-M / Briz-M | Baïkonour         | Orbite géostationnaire | EchoStar 21              | Satellite de télécommunications |
| 14 juin  | Soyouz-U          | Baïkonour         | Orbite basse           | Progress MS-06           | Ravitaillement de la station spatiale internationale                                                                                                  |
| 15 juin  | Longue Marche 2D  | Jiuquan           | Orbite basse           | HXMT ÑuSat 3             | Télescope rayons X Observation de la Terre |
| 18 juin  | Longue Marche 3B  | Xichang           | Orbite géostationnaire | ChinaSat 9A              | Satellite de télécommunications. Insertion sur une mauvaise orbite Échec partiel                                                                      |
| 23 juin  | Falcon 9 V1.1 FT  | Cap Canaveral     | Orbite géostationnaire | BulgariaSat-1 (en)       | satellite de télécommunications |
| 23 juin  | Soyouz-2.1v/Volga | Plessetsk         | orbite héliosynchrone  | Cosmos 2519              | Satellite militaire (géodésie ?) |
| 23 juin  | PSLV              | Satish Dhawan     | Orbite héliosynchrone  | CartoSat-2E, CubeSats    | Observation de la Terre |
| 25 juin  | Falcon 9 V1.1 FT  | Vandenberg        | Orbite basse           | Iridium Next 11-20       | satellites de télécommunications |
| 28 juin  | Ariane 5 ECA      | Kourou            | Orbite géostationnaire | EuropaSat HellasSat-3    | Satellites de télécommunications |

### Juillet
| Date       | Lanceur              | Base de lancement      | Orbite                 | Charge utile       | Notes                                                     |
| 2 juillet  | Longue Marche 5      | Wenchang               | Orbite géostationnaire | Shijian-18         | Échec Satellite expérimental de télécommunications        |
| 5 juillet  | Falcon 9 V1.1 FT     | Centre spatial Kennedy | Orbite géostationnaire | Intelsat 35e       | satellite de télécommunications                           |
| 14 juillet | Soyouz-ST-B / Fregat | Baïkonour              | Orbite héliosynchrone  | Kanopus-V-IK, Zond | Satellite d'observation de la Terre, Héliophysique (Zond) |
| 28 juillet | Soyouz-FG            | Baïkonour              | Orbite basse           | Soyouz MS-05       | Relève équipage de la station spatiale internationale     |

### Août
| Date    | Lanceur          | Base de lancement | Orbite                 | Charge utile       | Notes                                                                            |
| 2 aout  | Vega             | Kourou            | Orbite héliosynchrone  | Vénμs OPTSAT-3000  | satellite d'observation de la Terre (Vénμs), satellite de reconnaissance optique |
| 14 aout | Falcon 9 V1.1 FT | Cap Canaveral     | Orbite basse           | SpaceX CRS-12 (en) | ravitaillement de la station spatiale, expérience CREAM                          |
| 16 aout | Proton-M/Briz-M  | Baïkonour         | Orbite géostationnaire | Blagovest-1        | Satellite de télécommunications militaire                                        |
| 18 août | Atlas V 401      | Cap Canaveral     | Orbite géostationnaire | TDRS-M             | Satellite de télécommunications de la NASA                                       |
| 19 aout | H-IIA 202        | Tanegashima       | Orbite géosynchrone    | QZS-3              | Satellite de navigation                                                          |
| 24 aout | Falcon 9 V1.1 FT | Vandenberg        | Orbite basse           | FORMOSAT-5         | satellite d'observation de la Terre                                              |
| 26 aout | Minotaur IV      | Cape Canaveral    | Orbite basse           | ORS-5              | Surveillance de l'espace                                                         |
| 31 aout | PSLV-XL          | Satish Dhawan     | Orbite géosynchrone    | IRNSS-1H           | Satellite de navigation                                                          |

### Septembre
| Date         | Lanceur              | Base de lancement      | Orbite                 | Charge utile                 | Notes                                                            |
| 7 septembre  | Falcon 9 V1.1 FT     | Centre spatial Kennedy | Orbite basse           | X-37B                        | mini navette expérimentale                                       |
| 11 septembre | Proton-M / Briz-M    | Baïkonour              | Orbite géostationnaire | Amazonas 5                   | Télécommunications                                               |
| 12 septembre | Soyouz-FG            | Baïkonour              | Orbite basse           | Soyouz MS-06                 | Relève équipage de la station spatiale internationale            |
| 22 septembre | Soyouz 2.1b / Fregat | Plessetsk              | Orbite moyenne         | GLONASS-M 752                | Satellite de navigation                                          |
| 24 septembre | Atlas V 541          | Vandenberg             | Orbite géostationnaire | Trumpet/NROL-52              | Satellite militaire de renseignement d'origine électromagnétique |
| 28 septembre | Proton-M / Briz-M    | Baïkonour              | Orbite géostationnaire | AsiaSat-9                    | Satellite de télécommunications                                  |
| 29 septembre | Ariane 5 ECA         | Kourou                 | Orbite géostationnaire | Intelsat 37e BSAT-4a (en)    | Satellites de télécommunications                                 |
| 29 septembre | Longue Marche 2C     | Xichang                | Orbite basse           | Yaogan 30-01 / 30-02 / 30-03 | Sans doute satellites militaires SIGINT                          |

### Octobre
| Date       | Lanceur          | Base de lancement      | Orbite                 | Charge utile                            | Notes                                                |
| 9 octobre  | Falcon 9 V1.1 FT | Vandenberg             | Orbite basse           | Iridium Next 21-30                      | satellites de télécommunication                      |
| 9 octobre  | H-IIA 202        | Tanegashima            | Orbite toundra         | QZS-4                                   | Satellite de navigation                              |
| 9 octobre  | Longue Marche 2D | Jiuquan                | Orbite héliosynchrone  | VRSS-2                                  | Satellites d'observation de la Terre                 |
| 11 octobre | Falcon 9 V1.1 FT | Cap Canaveral          | Orbite géostationnaire | EchoStar 105 SES-11                     | satellites de télécommunications                     |
| 13 octobre | Rokot            | Plessetsk              | orbite héliosynchrone  | Sentinel-5 Precursor                    | Observation de la Terre                              |
| 14 octobre | Soyouz-U         | Baïkonour              | Orbite basse           | Progress MS-07                          | Ravitaillement de la station spatiale internationale |
| 15 octobre | Atlas V 421      | Cap Canaveral          | Orbite géostationnaire | Satellite Data System/Quasar-21/USA-279 | Satellite de télécommunications militaire de la NRO  |
| 30 octobre | Falcon 9 V1.1 FT | Centre spatial Kennedy | Orbite géostationnaire | Koreasat 5A                             | satellite de télécommunications                      |
| 31 octobre | Minotaur-C       | Vandenberg             | Orbite basse           | SkySat x 6                              | Observation de la Terre                              |

### Novembre
| Date        | Lanceur                | Base de lancement | Orbite                | Charge utile                 | Notes                                                                                       |
| 5 novembre  | Longue Marche 3C/YZ-1  | Xichang           | Orbite moyenne        | Beidou-3 M1 et M2            | Satellite de navigation                                                                     |
| 8 novembre  | Vega                   | Kourou            | Orbite héliosynchrone | Mohammed VI-A                | Satellite d'observation de la Terre                                                         |
| 12 novembre | Antares 230            | MARS              | Orbite basse          | Cygnus OA-8E                 | Ravitaillement de la Station spatiale internationale                                        |
| 14 novembre | Longue Marche 4C       | Taiyuan           | Orbite polaire        | Feng-Yun-3D Head-1           | Satellite météorologique (Fengyun), satellite AIS                                           |
| 18 novembre | Delta II 7920          | Vandenberg        | orbite héliosynchrone | JPSS-1                       | Satellite météorologique polaire                                                            |
| 21 novembre | Longue Marche 6        | Taiyuan           | Orbite héliosynchrone | Jilin-1 04, 05 et 06         | Satellites d'observation de la Terre                                                        |
| 24 novembre | Longue Marche 2C       | Xichang           | Orbite héliosynchrone | Yaogan 30-04 / 30-05 / 30-06 | Sans doute satellites militaires SIGINT                                                     |
| 28 novembre | Soyouz 2.1b / Fregat-M | Vostotchny        | Orbite héliosynchrone | Meteor-M + 10 nanosatellites | Satellite météorologique. Échec dû à une erreur dans le programme de vol de l'étage Fregat. |

### Décembre
| Date        | Lanceur          | Base de lancement | Orbite                 | Charge utile              | Notes                                            |
| 2 décembre  | Soyouz 2.1b      | Plessetsk         | orbite toundra         | Lotos (Cosmos 2524)       | Satellite ELINT                                  |
| 3 décembre  | Longue Marche 2D | Jiuquan           | Orbite basse           | LKW-1                     | Satellite d'observation de la Terre              |
| 10 décembre | Longue Marche 3B | Xichang           | Orbite géostationnaire | Alcomsat-1                | Premier satellite de télécommunications algérien |
| 12 décembre | Ariane 5 ES      | Kourou            | Orbite moyenne         | Galileo, 4 satellites FOC | Satellites de navigation                         |
| 15 décembre | Falcon 9 V1.1 FT | Cap Canaveral     | Orbite basse           | SpaceX CRS-13 (en)        | ravitaillement de la station spatiale            |
| 17 décembre | Soyouz-FG        | Baïkonour         | Orbite basse           | Soyouz MS-07              | Relève équipage de la station spatiale           |
| 23 décembre | H-IIA 202        | Tanegashima       | Orbite héliosynchrone  | GCOM-C1                   | Satellite d'observation de la Terre              |
| 23 décembre | Falcon 9 V1.1 FT | Vandenberg        | Orbite basse           | Iridium Next 31-40        | satellites de télécommunications                 |
| 23 décembre | Longue Marche 2D | Jiuquan           | Orbite basse           | LKW-2                     | Satellite de reconnaissance optique              |
| 25 décembre | Longue Marche 2C | Xichang           | Orbite basse           | Yaogan 30-G / 30-H / 30-I | Satellites militaires SIGINT                     |
| 25 décembre | Zenit-M / Briz-M | Baïkonour         | Orbite géostationnaire | AngoSat 1                 | Télécommunications                               |

## Survols et contacts planétaires
Survols effectués dans le cadre de missions d'exploration du système solaire. Les engins situés sur des orbites très hautes impliquant des survols de loin en loin de la planète/lune au périgée sont également listés (Cassini-Huygens, Juno).
| Date          | Sonde spatiale  | Événement                                                                 | Remarque           |
| ------------- | --------------- | ------------------------------------------------------------------------- | ------------------ |
| 2 février     | Juno            | 4e survol de Jupiter                                                      |                    |
| 27 mars       | Juno            | 5e survol de Jupiter                                                      |                    |
| 22 avril      | Cassini-Huygens | 127e survol de Titan                                                      | Distance de 979 km |
| 19 mai        | Juno            | 4e survol de Jupiter                                                      |                    |
| 11 juillet    | Juno            | 4e survol de Jupiter                                                      |                    |
| 1er septembre | Juno            | 4e survol de Jupiter                                                      |                    |
| 15 septembre  | Cassini-Huygens | Fin de la mission : la sonde spatiale plonge dans l'atmosphère de Saturne |                    |
| 23 septembre  | OSIRIS-REx      | Survol de la Terre pour assistance gravitationnelle                       |                    |
| 24 octobre    | Juno            | 4e survol de Jupiter                                                      |                    |
| 16 décembre   | Juno            | 4e survol de Jupiter                                                      |                    |

## Sorties extravéhiculaires
Liste des sorties extravéhiculaires effectuées en 2017. Toutes l'ont été au cours de missions de maintenance de la Station spatiale internationale :
- 6 janvier (durée de la sortie 6h31) :  Robert S. Kimbrough et Peggy Whitson ont installé de nouveaux adaptateurs destinés à recevoir des batteries Li-Ion qui devront remplacer les batteries Ni-H d'origine[24].
- 13 janvier (durée de la sortie 5h58):  Robert S. Kimbrough et Thomas Pesquet  ont installé de nouveaux adaptateurs destinés à recevoir des batteries Li-Ion qui devront remplacer les batteries Ni-H d'origine[25].
- 24 mars (durée de la sortie 6h34):  Robert S. Kimbrough et Thomas Pesquet ont réalisé plusieurs tâches : remplacement du boitier de l'ordinateur de la poutre centrale, inspection d'une valve du circuit d'ammoniaque utilisé pour la régulation thermique, inspection du robot DEXTRE et remplacement de deux caméras[26].
- 30 mars (durée de la sortie 7h4):   Robert S. Kimbrough et Peggy Whitson ont finalisé l'installation du Pressurized Mating Adapter 3 qui doit permettre aux futurs vaisseaux commerciaux (Dragon, CST) de s'amarrer à la station spatiale[27].
- 12 mai (durée de la sortie 4h13):   Jack Fischer et Peggy Whitson ont accompli plusieurs tâches : installation d'un nouveau boitier d'avionique externe, réaliser un diagnostic sur l'instrument scientifique d'astrophysique AMS-2, et réaliser des travaux de maintenance sur le bras robotisé JRMS du module japonais[28].
- 23 mai (durée de la sortie 2h46):   Jack Fischer et Peggy Whitson ont réalisé un dépannage urgent non planifié pour remplacer un boitier électronique défaillant constituant la seule alternative en cas de défaillance du système de collecte des données fournies par les capteurs répartis sur la station spatiale[29].
- 17 aout (durée de la sortie 7h34):   Fiodor Iourtchikhine et Sergueï Riazanski ont testé une nouveau combinaison spatiale Orlan, largué 5 nano satellites, installé un nouvel instrument scientifique et récupéré des échantillons de matériaux exposés au vide dans différents emplacements de la station spatiale[30].
- 5 octobre (durée de la sortie 6h55):   Randolph Bresnik et Mark Vande Hei ont effectué la première des trois sorties extravéhiculaires destinées à effectuer des actions de maintenance lourdes sur le bras robotique Canadarm 2[31].
- 10 octobre (durée de la sortie 6h26):   Randolph Bresnik et Mark Vande Hei ont effectué la deuxième des trois sorties extravéhiculaires destinées à effectuer des actions de maintenance lourdes sur le bras robotique Canadarm 2[32].
- 20 octobre (durée de la sortie 6h49):   Randolph Bresnik et Joseph Acaba ont effectué la troisième des trois sorties extravéhiculaires destinées à effectuer des actions de maintenance lourdes sur le bras robotique Canadarm 2[33].

### Sources
- (en) Jonathan McDowell, Space Activities in 2017 Rev 2, janvier 2018, 24 p. (lire en ligne)
- (en) Gunter Krebs, « Orbital Launches of 2017 », Gunter's Space Page
- (en) Erik Kulu, « World's largest database of nanosatellites, over 3600 nanosats and CubeSats », sur Nanosats Database (consulté le 9 janvier 2023)